# Edvard Munch, la danse de la vie
Pour plus de détails, voir Fiche technique et Distribution.
Edvard Munch, la danse de la vie (Edvard Munch) est un film de Peter Watkins sorti en 1974.

## Réalisation
En 1973, exilé en Norvège, Peter Watkins réalise Edvard Munch en anglais et en norvégien. Le film est coproduit par les télévisions norvégienne (NRK) et suédoise. Biographie du peintre expressionniste norvégien, c'est aussi une autobiographie en creux du réalisateur, qui reconnaît dans la vie de l'artiste les épreuves auxquelles il s'est lui-même heurté.
Ce film, né d'une visite de Peter Watkins au musée Munch d'Oslo, est tourné de nouveau avec des acteurs non-professionnels (habitants d'Oslo et de son fjord), dans des lieux que Munch fréquenta, et dans des tons proches de ceux de ses toiles.
C'est, de l'aveu du réalisateur, son film le plus personnel, et une expérience créative « magique », l'équipe de techniciens et d'acteurs étant l'une des meilleures avec lesquelles il ait travaillé.
Les critiques sont majoritairement positives, et le film sera montré dans de nombreux pays.

## Fiche technique
- Titre : Edvard Munch, la danse de la vie
- Titre original : Edvard Munch
- Réalisation : Peter Watkins
- Scénario : Peter Watkins avec les acteurs
- Production : NRK (télévision norvégienne) et Sveriges Radio AB Production
- Photographie : Odd Geir Saether
- Montage : Peter Watkins assisté de Lorne Morris
- Son : Kenneth Storm-Hansen et Bjorn Hansen
- Éclairage : Erik Daeli, Cato Bautz, Willy Bettvik
- Direction artistique : Grethe Hejer
- Maquillage : Karin Saether
- Costumes : Ada Skolmen
- Documentation : Anne Veflingstad
- Conseillers artistiques : Knut Jorgensen et Hermann Bendiksen
- Conseil sur les dialogues : Ase Vikene
- Pays d'origine : Suède et Norvège
- Format : Couleur - Mono
- Genre : Biographie - Drame
- Durée : 210 min.
- Langues : anglais et norvégien

## Distribution artistique
- Geir Westby : Edvard Munch
- Gro Fraas : Fru Heiberg
- Eric Allum : Edvard - 1868
- Amund Berge : Edvard - 1875
- Kerstii Allum : Sophie - 1869
- Inger-Berit Oland : Sophie - 1875
- Susan Troldmyr : Laura - 1868
- Camilla Falk : Laura - 1875
- Gro Jarto : Laura Catherine Munch
- Ragnvald Caspari : Peter - 1868
- Erik Kristiansen : Peter - 1875
- Gunnar Skjetne : Peter Andreas Munch
- Katja Pedersen : Inger - 1868
- Anne-Marie Daehli : Inger - 1875
- Berit Rytter Hasle : Laura Munch